# Cantó de Saint-Valery-sur-Somme
El cantó de Saint-Valery-sur-Somme és un cantó francès del departament del Somme, situat al districte d'Abbeville. Té 12 municipis i el cap és Saint-Valery-sur-Somme.

## Municipis

- Arrest
- Boismont
- Brutelles
- Cayeux-sur-Mer
- Estrébœuf
- Franleu
- Lanchères
- Mons-Boubert
- Pendé
- Saigneville
- Saint-Blimont
- Saint-Valery-sur-Somme

## Història
| Data d'elecció                           | Identitat         | Partit                      | Qualitat |
| ---------------------------------------- | ----------------- | --------------------------- | -------- |
| 1945-1964                                | René Delepierre   | Divers droite               |          |
| 1964-1966                                | Robert Becquet    | SFIO                        |          |
| 1966-1970                                | Blanche Auriol    | PCF                         |          |
| 1970-1988                                | Gilbert Gauthé    | SFIO, després PS            |          |
| 1988-2001                                | Pierre Dingremont | UDF-PSD                     |          |
| 2001-                                    | Nicolas Lottin    | CNPT, després divers droite |          |
| les dades anteriors no són pas conegudes |                   |                             |          |
|                                          |                   |                             |          |

## Demografia
| A partir de 1990: Població sense dobles comptes |